# Åsa Jakobsson
Åsa Jakobsson (2 de junho de 1966) é uma ex-futebolista profissional sueca que atuava como defensora.

## Carreira
Åsa Jakobsson fez parte do elenco da Seleção Sueca de Futebol Feminino, nas Olimpíadas de 1996. 